# Eduard Magnus Jakobson

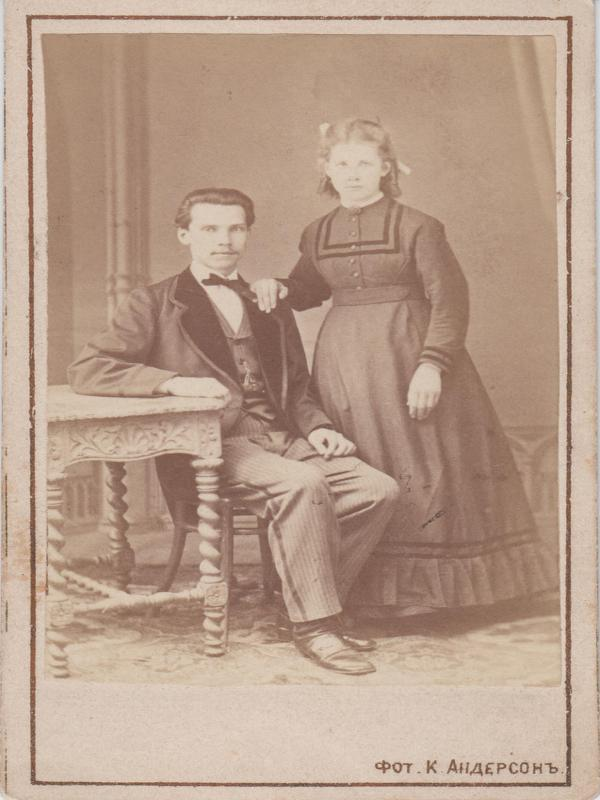
Eduard Magnus Jakobson und Ehefrau Liina

Eduard Magnus Jakobson (* 5. Februar 1847 in Torma; † 2. Juli 1903 in Tallinn) war ein estnischer Künstler, Xylograph und baptistischer Missionar.

## Leben
Eduard Magnus Jakobson wurde in Torma in Mittelestland geboren. Sein Vater, der estnisch-national gesinnte Musikpädagoge Adam Jakobson (1817–1857), starb, als Eduard Magnus zehn Jahre alt war. 1862 zog Eduard Magnus Jakobson mit seinem fünf Jahre älteren Bruder Carl Robert Jakobson nach Jamburg. Ab 1874 studierte Eduard Magnus Jakobson Xylographie bei August Daugell in Sankt Petersburg.
1866 erschienen seine ersten Arbeiten in der Zeitung Eesti Postimees, ein Jahr später die erste Buchillustration. Er wurde einer der ersten Buchillustratoren in Estland und Lettland, besonders für Volks- und Schulbücher. Von ihm stammt auch das Logo der Zeitung Sakala, die sein Bruder 1878 ins Leben gerufen hatte. Eng blieb Eduard Magnus dem national-aufklärerischen Werk seines Bruders verbunden. 1884 zog Eduard Magnus Jakobson nach Riga um und rief dort 1888 eine Xylographieanstalt ins Leben.
Nach Schätzung des estnischen Künstlers Aleksander Tassa hat Eduard Magnus Jakobson etwa 2.500 Holzschnitte hinterlassen. Andere Forscher gehen von der doppelten Zahl aus.
Eduard Magnus Jakobson war ebenfalls einer der Vordenker der Baptistengemeinden in Estland. Er war ursprünglich Lutheraner. Ab 1867 wandte er sich allerdings unter dem Einfluss seines Kunstlehrers August Daugell den Baptisten zu, deren Lehren er in zahlreichen Artikeln und Gedichten propagierte. 1869 ließ sich Eduard Magnus Jakobson in der Baptistengemeinde in Sankt Petersburg als Erwachsener taufen. Von 1881 bis 1884 war er für die British and Foreign Bible Society tätig. Von 1895 bis zu seinem Tod wirkte er in Tallinn und Pärnu als baptistischer Prediger.

## Buchillustrationen (Auswahl)
- A-B-D-raamat: Eesti ja Vene keele Esimiseks lugema õppimiseks lastele
- Carl Robert Jakobson: Uus Aabitsa-raamat
- Carl Robert Jakobson: Kooli Lugemise raamatu
- Carl Robert Jakobson: Teadus ja seadus põllul
- Johannes Reinhold Aspelin: Muinaisjäännöksiä Suomen suvun asumus-aloilta

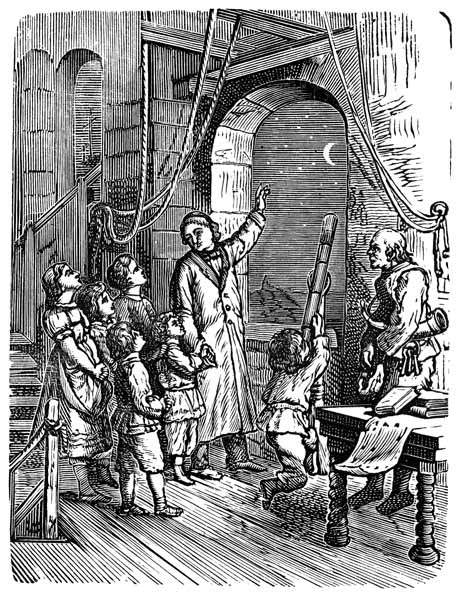
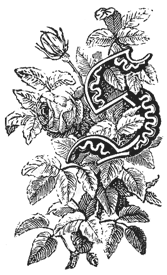
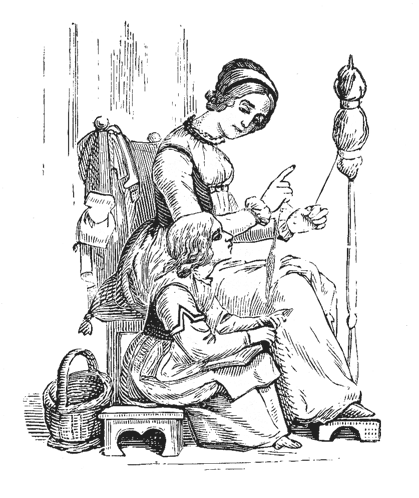
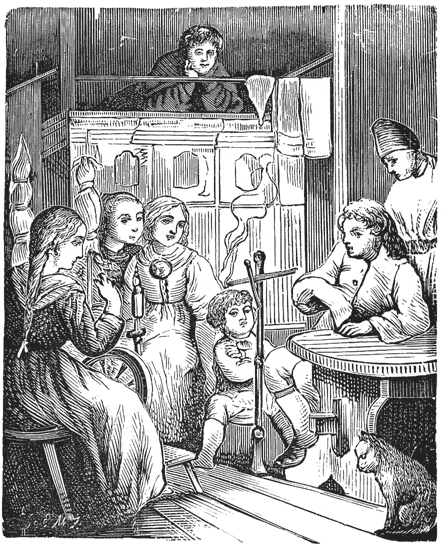

- Laste Sõber
- Siioni sõnumetooja leht